# Suwalska Brygada Kawalerii
Suwalska Brygada Kawalerii (Suw. BK) – wielka jednostka kawalerii Wojska Polskiego.
W czasie kampanii wrześniowej brygada walczyła w składzie SGO „Narew”. Do 4 września dozorowała granicę pruską w rejonie Suwałk, wykonując dywizjonem 3 pułku szwoleżerów wypad na teren Prus Wschodnich. Następnie, przesunięta w rejon Zambrowa, wzięła  udział w uderzeniu na oddziały DPanc „Kempf”. 18 września przeszła do Puszczy Białowieskiej, gdzie została zreorganizowana i, wspólnie z Podlaską BK, tworzyła Dywizję Kawalerii „Zaza”. W składzie Samodzielnej Grupy Operacyjnej „Polesie” walczyła pod Serokomlą i Wolą Gułowską

## Formowanie i przekształcenia
W maju 1921 „wojenna” VII Brygada Jazdy przemianowana została na IV Brygadę Jazdy. W jej skład weszły trzy pułki jazdy: 3 pułk szwoleżerów Mazowieckich, 1 pułk ułanów Krechowieckich i 2 pułk ułanów Grochowskich oraz IV dywizjon artylerii konnej. W grudniu tego roku dowództwo brygady przeniesione zostało z garnizonu Grodno do Suwałk.
Wiosną 1924 IV BJ przemianowana została na IV Brygadę Kawalerii i podporządkowana dowódcy 1 Dywizji Kawalerii. Równocześnie z jej składu wyłączone zostały: 1 pułk ułanów Krechowieckich (podporządkowany dowódcy XI BK) i IV dywizjon artylerii konnej (podporządkowany dowódcy artylerii konnej 1 DK). W lutym 1929 IV Brygada Kawalerii przemianowana została na BK „Suwałki” i usamodzielniona. W skład brygady ponownie włączony został 4 dywizjon artylerii konnej. Później dołączył 1 pułk ułanów Krechowieckich z BK „Białystok”.
Minister spraw wojskowych rozkazem Dep. Dow. Og. 1820. Org. Tj. nadał z dniem 1 kwietnia 1937 roku dotychczasowej BK „Suwałki” nazwę „Suwalska Brygada Kawalerii”.
Organizacja pokojowa w latach 1937–1939

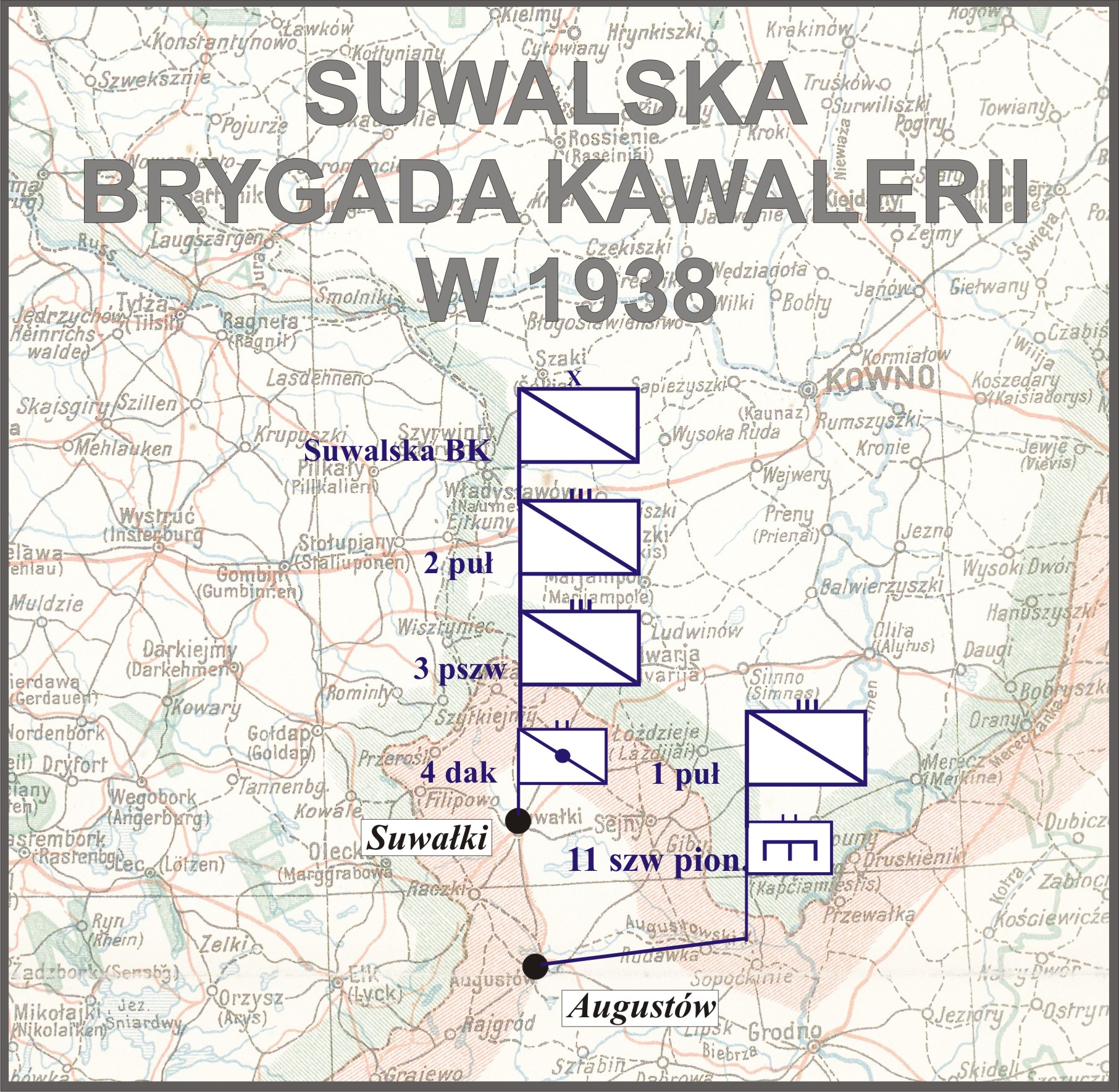
Suwalska BK w 1938

- Dowództwo Suwalskiej Brygady Kawalerii w Suwałkach
- 3 pułk szwoleżerów Mazowieckich im. płk. Jana Kozietulskiego w Suwałkach
- 1 pułk ułanów Krechowieckich im. płk. Bolesława Mościckiego w Augustowie
- 2 pułk ułanów Grochowskich im. gen. Józefa Dwernickiego w Suwałkach
- 4 dywizjon artylerii konnej w Suwałkach
- 11 szwadron pionierów w Augustowie
- 11 szwadron łączności w Suwałkach

## Brygada w kampanii wrześniowej 1939 roku
Brygada pod dowództwem gen. bryg. Zygmunta Podhorskiego wchodziła w skład Samodzielnej Grupy Operacyjnej „Narew”. Otrzymała zadanie osłony kierunku na Grodno z równoczesnym zapewnieniem osłony północnego skrzydła SGO. W dniach 1–2 września ukończyła koncentrację, osiągając ugrupowanie wyjściowe. 2 września Niemcy wykonali wypad na Bakałarzewo, lecz zostali odrzuceni ze stratami. Do 4 września akcja na tym odcinku ograniczyła się tylko do obustronnych wypadów.
W nocy z 3 na 4 września brygada z dużym sukcesem przeprowadziła wypad dwoma szwadronami 3 pułku szwoleżerów Mazowieckich na Mieruniszki na terenie Prus Wschodnich. Naczelne Dowództwo poleciło jednak przesunąć ją do lasów między Pułtuskiem a Ostrowią Mazowiecką, jako konsekwencję planowanego uderzenia z rejonu Pułtuska na skrzydło wojsk nieprzyjaciela posuwających się wzdłuż zachodniego brzegu rzeki Orzyc i Narwi w kierunku południowym.
W nocy z 4 na 5 września brygada rozpoczęła marsz z rejonu Suwałk do Zambrowa przez Dąbrowę, Romanówkę, Knyszyn i Tykocin. 5 września cały dzień odpoczywała w lasach na południowy wschód od Augustowa. W nocy wykonała drugi etap przemarszu. Nadeszły też transporty kolejowe 3 pułku strzelców konnych. Transporty, zawrócone z Augustowa, skierowane zostały do Czerwonego Boru, gdzie pułk wyładował się i pozostał na postoju.
7 września brygada odpoczywała w rejonie Jabłoni Kościelnej pod Zambrowem. W dniach 9–10 września dowództwo brygady przejął czasowo płk Kazimierz Plisowski. W tym czasie wzięła ona udział w skutecznych, ale ciężkich walkach z niemiecką Dywizją Pancerną „Kempf” gen. mjr. Wernera Kempfa.
9 września o świcie dowódca brygady otrzymał rozkaz uderzenia na Piski i Księżopole. 1 pułk ułanów Krechowieckich i 3 pułk szwoleżerów Mazowieckich zaatakowały Niemców pod Ciągaczkami i Wiśniewem. Po południu opanowano Piski i Księżopole, biorąc licznych jeńców. O zmroku brygada wycofała się do lasów w rejonie Koskowa i Rząśnika. 2 pułk ułanów Grochowskich został natomiast przydzielony do osłony skrzydła 18 Dywizji Piechoty od strony Wizny i 10 września toczył boje pod Rutkami z wojskami niemieckiego XIX Korpusu Armijnego gen. Heinza Guderiana.
Walki w ramach zwrotu zaczepnego SGO „Narew”
O zmroku 9 września brygada rozpoczęła marsz do rejonu Koskowo – Rząśnik i osiągnęła przed świtem.
O świcie 10 września uderzyła na nieprzyjaciela. Działania prowadzono na dwóch kierunkach: 1 pułk ułanów nacierał po osi Koskowo – Piotrowo – Choromany-Witnice-Piski oraz 3 pułk szwoleżerów po osi Rząśnik – Lubotyń – Wiśniewo Wielkie. Pułki kawalerii wspierał ogniem 4 dywizjon artylerii konnej. 1 pułk ułanów wszedł do walki na linii Nadbory – Choromany-Witnice. Uderzeniem czołowych szwadronów zdobyto wieś Choromany-Witnice, pewną ilość jeńców i samochodów. Po odrzuceniu kontrataku 12 czołgów nieprzyjaciela, pułk rozpoczął natarcie na Piski i zdobył je. Podczas tych walk niemiecki 44 dywizjon rozpoznawczy poniósł znaczne straty w sprzęcie i w ludziach. Wykorzystując powodzenie, oddziały pułku zaatakowały stanowiska ogniowe artylerii Dywizji Pancernej „Kempf”, zdobyły 4 działa i kilka samochodów pancernych, przy stratach własnych 11 rannych.
Na drugim kierunku nacierał 3 pułk szwoleżerów i zdobył Księżopole. Próba obejścia nieprzyjaciela od południa przez 2/3 p. szwol. spowodowała wycofanie się Niemców za rzekę Orz. Wieczorem brygada otrzymała rozkaz przejścia do lasów w rejonie Głębocz Wielki, a następnie wykonania marszu do rejonu na północny zachód od Zambrowa.
Działania odwrotowe
11 września brygada wyrwała się z kotła zambrowskiego i wycofywała się na południe od Zambrowa.
12 września razem z Podlaską Brygadą Kawalerii utworzyła Grupę Operacyjną gen. bryg. Zygmunta Podhorskiego.
W nocy z 13 na 14 września brygada stoczyła pod Olszewem walkę spotkaniową, w której poniosła duże straty i częściowo została rozproszona.18 września poszczególne jej oddziały zaczęły zbierać się w Puszczy Białowieskiej w rejonie miejscowości Doktorce. 20 września z zebranych w Puszczy Białowieskiej oddziałów brygady utworzono Brygadę Kawalerii „Plis”, która weszła w skład Dywizji Kawalerii „Zaza”.
Ośrodek Zapasowy brygady współtworzył Rezerwową Brygadę Kawalerii w Wołkowysku. Do Wołkowyska dotarł także spieszony 31 dywizjon pancerny działający wcześniej w składzie brygady.

## Organizacja wojenna we wrześniu 1939
- Kwatera Główna Suwalskiej Brygady Kawalerii
- 3 pułk szwoleżerów
- 1 pułk ułanów
- 2 pułk ułanów
- 3 pułk strzelców konnych
- 4 dywizjon artylerii konnej
- 31 dywizjon pancerny
- bateria artylerii przeciwlotniczej motorowa typ „B” nr 84 – dowódca ppor. Józef Musiał i por. Kazimierz Nosalik[9]
- szwadron kolarzy nr 11 – dowódca rtm. Andrzej Pruszyński
- szwadron pionierów nr 11
- szwadron łączności nr 11 – dowódca por. Jan Piekut
- samodzielny pluton karabinów maszynowych nr 11 – dowódca ppor. rez. Marian Szyler
- pluton konny żandarmerii nr 11
  - dowódca plutonu – por. Jerzy Majewski
  - zastępca dowódcy plutonu – plut. pchor. Stanisław Halicki
- poczta polowa nr 68
- sąd polowy nr 44
  - szef sądu – kpt. rez. Zygmunt Olszewski
  - I członek sądu polowego – ppor. rez. Ojrzyński,
  - II członek sądu polowego – ppor. rez. Aleksander Malinowski
- drużyna parkowa uzbrojenia nr 341
- park intendentury nr 341 – dowódca kpt. Stefan Jeżewski
- pluton sanitarny konny Nr 91 – dowódca kpt. lek. Marian Kosiba
- Zgrupowanie taborów
  - kolumna taborowa kawalerii nr 341
  - kolumna taborowa kawalerii nr 342
  - kolumna taborowa kawalerii nr 343
  - kolumna taborowa kawalerii nr 344
  - kolumna taborowa kawalerii nr 345
  - kolumna taborowa kawalerii nr 346
  - warsztat taborowy nr 341

Pododdziały przydzielone:
- II pluton 13 eskadry obserwacyjnej – dowódca kpt. obs. Seweryn Łaźniewski
- batalion KOP „Sejny” (przydzielony)

### Obsada personalna Kwatery Głównej we wrześniu 1939
- dowódca brygady – gen. bryg. Zygmunt Podhorski (do 9 IX)
- dowódca – płk Kazimierz Plisowski (od 9 IX)
- oficer ordynansowy – ppor. rez. Henryk Rostworowski
- szef duszpasterstwa – ks. kapelan Franciszek Lorenc
- szef sztabu – mjr dypl. Edward Boniecki
- oficer operacyjny – rtm. dypl. Adam Galica
- oficer informacyjny – por. kaw. Ignacy Cieplak
- kwatermistrz – rtm. dypl. Tadeusz Radziukinas
- szef intendentury – kpt. Konstanty Meyer
- oficer transportowy – rtm. st. sp. Franciszek Józef Hermanowicz †1940 Katyń[10]
- oficer uzbrojenia – por. rez. Otton Bigo vel Grygo
- dowódca saperów – kpt. Paweł Głowacki
- dowódca łączności – mjr Teodor Berlach-Tukalski
- naczelny lekarz – mjr dr med. Józef Leszkowicz
- naczelny lekarz weterynarii – kpt. lek. wet. Tadeusz Sagal
- komendant Kwatery Głównej – mjr w st. spocz. Janusz Korczyński
- dowódca szwadronu sztabowego – dowódca por. rez. Bohdan Różycki

## Obsada personalna w latach 1921–1939
Dowódcy brygady
- płk kaw. Eugeniusz Ślaski (V 1921 – 15 V 1923 → szef Departamentu Jazdy MSWojsk.)
- płk kaw. Michał Ostrowski (15 V 1923[11] – 1 VI 1924 → dowódca VIII BK[12])
- płk SG Włodzimierz Wołkowicki (1 VI 1924[13] – 30 IX 1927 → stan spoczynku)
- gen. bryg. Adolf Waraksiewicz (III 1929[14] – 31 I 1932 → stan spoczynku)
- płk dypl. kaw. Rudolf Dreszer (II 1932[15] – IV 1937 → dowódca Wileńskiej BK)
- gen. bryg. Zygmunt Podhorski (IV 1937 – IX 1939)

Szefowie sztabu brygady
- rtm. p.d. SG Leon Mitkiewicz-Żółłtek (do 15 X 1923 → [[]][16])
- rtm. adj. szt. Eugeniusz Spasowicz (od 15 X 1923[16])
- mjr dypl. Witold II Święcicki (do 1 IX 1931 → DOK IX[17])
- rtm. dypl. Stefan Eichler (1 IX 1931[18] – 1 III 1934 → dyspozycja MSWewn[19].)
- mjr dypl. kaw. Stanisław VII Piotrowski (1 III[20] – 22 XII 1934 → DOK II[21])
- rtm. dypl. Leon Pruszanowski (od 22 XII 1934[22])
- mjr dypl. kaw. Eugeniusz Święcicki (1938 – 1939)
- mjr dypl. kaw. Edward Boniecki (do 20 IX 1939 → szef sztabu DK „Zaza”)

Obsada personalna i struktura organizacyjna w marcu 1939 roku
- dowódca brygady – gen. bryg. inż. Zygmunt Podhorski
- szef sztabu – mjr dypl. Edward Boniecki
- I oficer sztabu – rtm. dypl. Adam Galica
- II oficer sztabu – rtm. adm. (kaw.) Jan I Leśniewski
- dowódca łączności – mjr łączn. Teodor Berlach-Tukalski
- oficer intendentury – kpt. int. Konstanty Meyer

### Żołnierze Brygady (w tym OZ) – ofiary zbrodni katyńskiej
Biogramy zamordowanych znajdują się na stronie internetowej Muzeum Katyńskiego
| Nazwisko i imię | stopień              | zawód             | miejsce pracy / służby (stanowisko) | miejsce pracy / służby (stanowisko) | zamordowany |
| Nazwisko i imię | stopień              | zawód             | przed mobilizacją                   | we wrześniu 1939                    | zamordowany |
| --------------- | -------------------- | ----------------- | ----------------------------------- | ----------------------------------- | ----------- |
| Kosiba Marian   | kapitan lekarz       | żołnierz zawodowy | praktyka w szpitalu OWar. „Wilno”   |                                     | Charków     |
| Rekosz Stefan   | podporucznik rezerwy | inżynier rolnik   |                                     |                                     | Charków     |
| Różycki Bohdan  | porucznik rezerwy    | rolnik            |                                     |                                     | Charków     |

## Tradycje
Tradycje pułków Suwalskiej BK przejęła 4 Suwalska Brygada Kawalerii Pancernej im. Generała Brygady Zygmunta Podhorskiego z Orzysza, istniejąca w latach 1994–2000